# James Campbell Clouston
Pour les articles homonymes, voir Clouston.
James Campbell Clouston, né le 31 août 1900 à Montréal et mort au combat le 3 juin 1940 dans la Manche, est un officier canadien de la Royal Navy.

## Biographie
Clouston grandit au Canada et rejoint la Royal Navy en 1917.
Il a notamment eu comme fonction celle de responsable de la jetée (Pier Master), afin de surveiller l'embarquement des soldats lors de l'évacuation de Dunkerque pendant six jours et cinq nuits sans pause. Il se rend à Dunkerque à sa demande, après que le navire qu'il commande habituellement — le HMS Isis — est envoyé à Portsmouth pour des réparations et obtient la responsabilité de la jetée au tirage au sort avec d'autres officiers dépendant de l'amiral William Tennant. Il assiste au bombardement du HMS Grenade et ordonne à temps son départ et remorquage pour qu'il ne coule pas en bloquant la jetée. Sa pratique du français est un atout lors de l'évacuation des troupes françaises. Il est mort vers la fin de l'opération, lorsque son bateau est bombardé par un Junkers Ju 87 ennemi et que, rescapé, il refuse de quitter ses hommes et meurt d'hypothermie en attendant les secours.
Clouston a reçu une citation militaire britannique à titre posthume pour son rôle à Dunkerque, notamment à l'initiative de Louis Mountbatten.
Il est enterré au cimetière militaire de Becklingen (en) en Allemagne.

## Postérité
Le réalisateur Christopher Nolan s'est librement inspiré de Clouston pour le rôle du commandant Bolton (Kenneth Branagh) dans le film Dunkerque (2017). La famille de Clouston a regretté le choix de Nolan de ne pas utiliser son nom,.